# W. G. Grace
W. G. Grace   (Downend, 18 de juliol de 1848 - Mottingham, 23 d'octubre de 1915) va ser el millor jugador de criquet de l'Anglaterra victoriana. La seva presència física dominant, el seu entusiasme i energia inesgotable el van convertir en una figura nacional destacant en totes les habilitats essencials del joc, però va ser especialment recordat pel seu bateig, i es considera que va inventar el batedor modern. En general, va capitanejar els equips als quals va jugar a tots els nivells per la seva habilitat i perspicàcia tàctica. Les seves innovacions tècniques i la seva enorme influència van deixar un llegat perdurable.
Molt polivalent i destra com a batedor i bowler, Grace va dominar l'esport durant la seva carrera, desenvolupant els principis moderns del joc i va aconseguir moltes jugades notables i impredictibles. Acostumava a obrir les entrades, va ser especialment admirat pel seu domini de tots els cops, i els crítics contemporanis van dir que el seu nivell d'experiència era únic.

## Desenvolupament com a jugador de criquet
Henry Grace va fundar el Mangotsfield Cricket Club el 1845 per representar diversos pobles veïns, inclòs Downend. El 1846, aquest club es va fusionar amb el West Gloucestershire Cricket Club, el nom del qual va ser adoptat fins a 1867. S'ha dit que la família Grace dirigia el West Gloucestershire "gairebé com un club privat". Henry Grace va aconseguir organitzar partits contra Lansdown Cricket Club a Bath, que era el principal club de West Country. Al West Gloucestershire li va anar malament en aquests partits i, en algun moment de la dècada de 1850, Henry i Alfred Pocock van decidir unir-se al Lansdown, tot i que van continuar dirigint el West Gloucestershire i aquest va seguir sent el seu club principal.
Alfred Pocock va tenir un paper fonamental en l'entrenament dels germans Grace i va passar llargues hores amb ells al camp de pràctica a Downend. EM, que era set anys més gran que WG, sempre havia jugat amb un bat de mida completa i, per tant, va desenvolupar una tendència, que mai va perdre, a colpejar a l'altre costat de la línia, ja que el bat era massa gran perquè ell "jugués recte". Pocock va reconèixer aquest problema i va decidir que WG i el seu germà petit Fred no haurien de seguir el seu exemple. Per tant, va dissenyar bats més petits per a ells, per adaptar-se a la seva mida i se'ls va ensenyar a jugar recte i "aprendre a defensar, amb l'espatlla esquerra ben avançada", abans d'intentar colpejar.
Grace va registrar als seus Reminiscences que va veure el seu primer gran partit de cricket el 1854 quan amb prou feines tenia sis anys; l'ocasió va ser un partit entre l'All-England Eleven de William Clarke (l'AEE) i el vint-i-dos de West Gloucestershire. Diu que ell mateix va jugar per al club de West Gloucestershire ja el 1857, quan tenia nou anys, i va jugar 11 entrades el 1859. El primer partit a CricketArchive que va involucrar Grace va ser el 1859, només uns dies després del seu onzè aniversari, quan va jugar al Clifton Cricket Club contra el South Wales Cricket Club a Durdham Down, el seu equip guanyant per 114 carreres. Diversos membres de la família Grace, inclòs el seu germà gran EM, van participar al partit. Grace va batre en el número 11 i va tenir una anotació de 0 i 0 no fora. La primera vegada que va fer una puntuació substancial va ser el juliol de 1860 quan va anotar 51 punts per a West Gloucestershire contra Clifton; va escriure que cap de les seves grans entrades li va donar més plaer. Fue a través de EM que el apellido se hizo famoso por primera vez. Su madre, Martha, escribió lo siguiente en una carta al sucesor de William Clarke , George Parr, en 1860 o 1861:
| « | Li escric per demanar-li que consideri la inclusió del meu fill, EM Grace, un batedor esplèndid i una atrapada excel·lent, a la seva Anglaterra XI. Estic segur que jugaria molt bé i faria molt de crèdit a l'equip. Li pot interessar saber que tinc un altre fill, ara de dotze anys, que amb el temps serà molt millor jugador que el seu germà perquè el cop d'esquena és més sòlid i sempre juga amb un bat recte. | » |

Grace estava a punt de fer tretze anys quan, el 5 de juliol de 1861, va debutar amb Lansdown i va jugar dos partits aquest mes. EM havia fet el seu debut el 1857, als setze anys. L'agost de 1862, als 14 anys, Grace va jugar per a West Gloucestershire contra un equip de Devonshire. Un any més tard, després del seu atac de pneumònia que l'havia deixat prostrat al llit durant diverses setmanes, va anotar 52 no fora i va prendre 5 wickets contra el Somerset XI. Poc després, va ser un dels quatre membres de la família que van jugar per a Bristol i Didcot XVIII contra els All-England Eleven. Va llançar bé i va anotar 32 en les bitlles de John Jackson, George Tarrant.i Cris Tinley. EM va prendre deu wickets al partit, que Bristol i Didcot van guanyar per una entrada, i com a resultat EM va ser convidat a recórrer Austràlia uns mesos més tard amb l'equip d'Anglaterra de George Parr.
EM no va tornar d'Austràlia fins al juliol de 1864 i la seva absència va donar a Grace l'oportunitat d'aparèixer als millors escenaris del criquet. Ell i el seu germà gran Henry van ser convidats a jugar per al South Wales Club, que havia organitzat una sèrie de partits a Londres i Sussex, encara que Grace es va preguntar amb humor com estaven qualificats per representar al sud de Gal·les. Va ser la primera vegada que Grace va deixar West Country i va fer el seu debut a The Oval i Lord's.

## Llegat

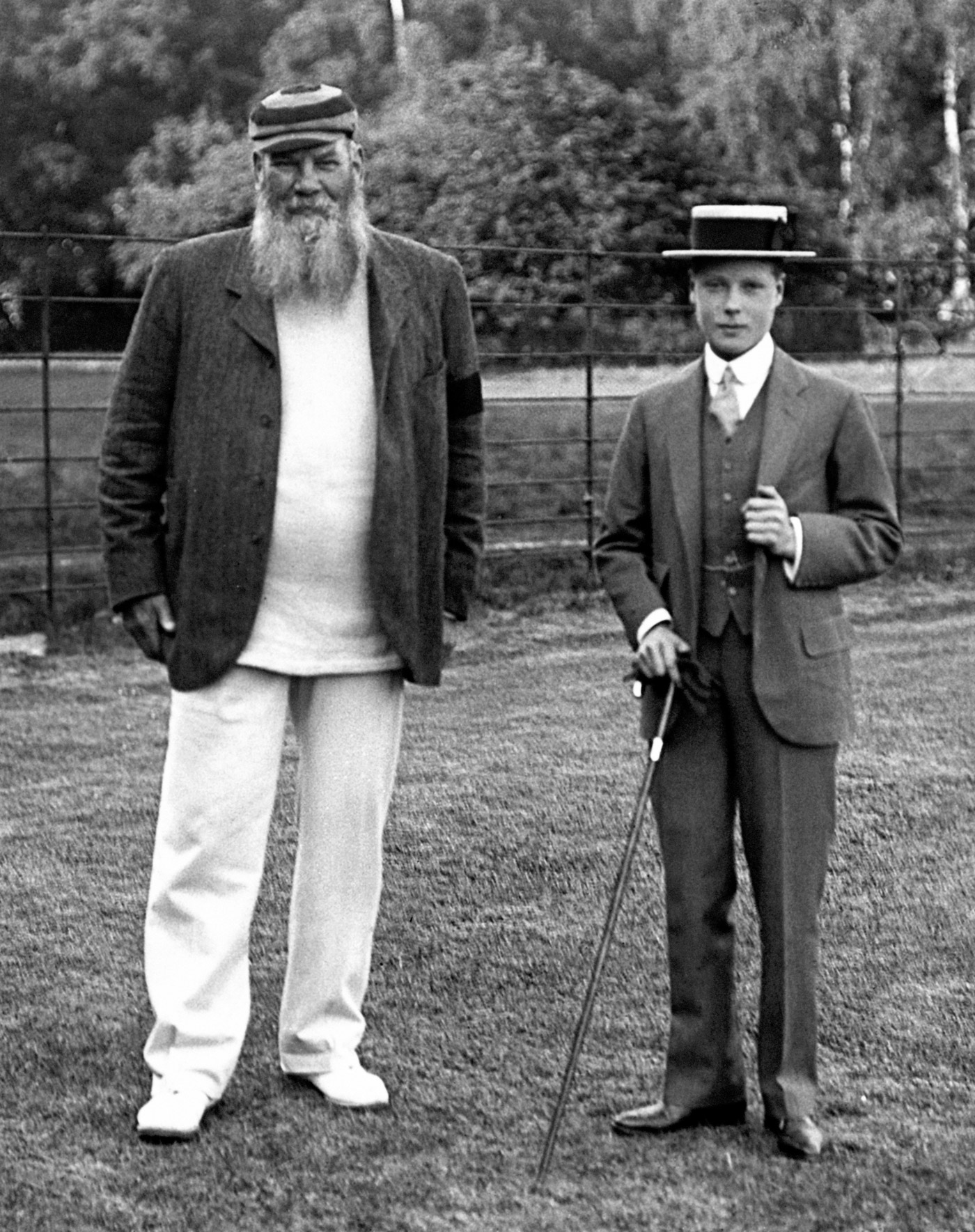
Grace fotografiat amb el futur rei Eduard VIII el 1911

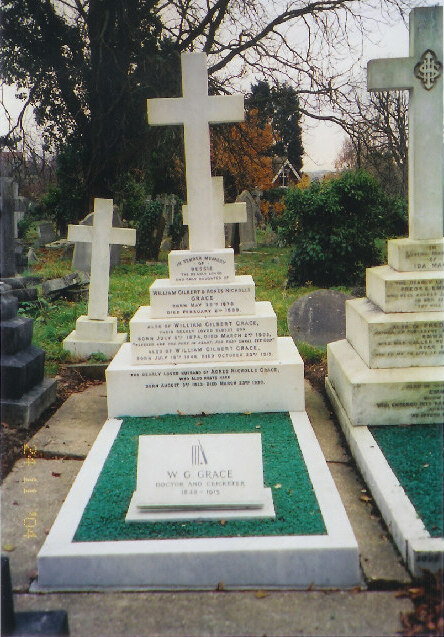
La tomba de Grace al cementiri de Beckenham

Marylebone Cricket Club (MCC) va decidir commemorar la vida i la carrera de Grace amb una biografia commemorativa, publicada el 1919. El seu prefaci comença amb aquest passatge: "Mai una banda de jugadors de cricket es va reunir per a cap gira com en aquest cas per fer honor al millor de tots els jugadors d'aquesta Biografia Memorial. Que un volum d'aquest tipus hagi de publicar-se sota els auspicis del Comitè de l'MCC és en si mateix únic en la història del joc, i que una sèrie de jugadors de cricket, crítics i entusiastes hagin de rendir homenatge al seu millor exponent no té paral·lel a cap altra branca de l'esport. En si mateix, això presenta un monument noble de qui va ser WG Grace, un testimoni de la seva destresa i de la seva personalitat.
El 1923, es van erigir les portes commemoratives WG Grace a l'entrada de Lord's a St John's Wood Road. Van ser dissenyats per Herbert Baker i la cerimònia d'obertura va ser realitzada perStanley Jackson, que havia suggerit la inclusió de les paraules The Great Cricketer a la dedicatòria. El 12 de setembre de 2009, Grace va ser incorporat pòstumament al Saló de la Fama del Cricket de l'ICC a Lord's. Dos dels seus descendents directes van assistir a la cerimònia: Dominic, el seu besnet; i Jordi, fill de Dominic.
Els segells postals commemoratius britànics emesos el 16 de maig de 1973 per al Centenari del Cricket del Comtat presentaven tres esbossos de WG Grace d'Harry Furniss. Els valors eren de tres penics (llavors missatge de primera classe); set cèntims mig penic; i nou penics. La fama de Grace ha perdurat i la seva gran barba, en particular, encara és familiar; per exemple, Monty Python i el Sant Grial utilitza la seva imatge com "la cara de Déu" durant la seqüència en què Déu envia els cavallers a la recerca del grial.
En molts dels homenatges que es van fer a Grace, es van referir a ell com "El gran jugador de cricket". HS Altham, per exemple, el va descriure com "el més gran de tots els jugadors de cricket". John Arlott el va resumir com "atemporal" i "el més gran (jugador de cricket) de tots". L'escriptor anti-establishment CLR James, a la seva obra clàssica Beyond a Boundary, va incloure una secció "WG: Pre-Eminent Victorian", que contenia quatre capítols i cobreix unes seixanta pàgines. Va declarar a Grace "l'anglès més conegut del seu temps" i el va alinear amb Thomas Arnold i Thomas Hughes com "els tres victorians més eminents". James va escriure sobre el cricket com "el joc que (Grace) va transformar en una institució nacional". Simon Rae també va comentar l'eminència de Grace a l'Anglaterra victoriana dient que el seu reconeixement públic només va ser igualat per la mateixa reina Victòria i William Ewart Gladstone.
L'edició inaugural de Playfair Cricket Annual l'any 1948 va coincidir amb el centenari del naixement de Grace i va portar un homenatge que parlava de Grace com "El rei del seu propi domini" i la seva "personalitat olímpica". Playfair va continuar dient com Grace havia "polveritzat els bitlles ràpids en camps d'oportunitat" i després havia "sorprès el món" amb les seves gestes durant l'"estiu indi de 1895". En el pròleg de la mateixa edició, CB Fry va insistir que Grace no hauria començat la temporada de 1948 amb cap idea de ser derrotat per l'equip de gira d'Austràlia d'aquella temporada, perquè "era optimista" i hauria posat tot el que podia reunir en la tasca. de vèncer-los sense acceptar la derrota "fins que hagi passat". Com s'ha esmentat a Playfair, tant MCC com Gloucestershire van organitzar partits especials per l'aniversari de Grace per commemorar el seu centenari.
A l'edició de 1963 del Wisden Cricketers' Almanack, Grace va ser seleccionada per Neville Cardus com un dels Sis Gegants del segle Wisden. Aquesta va ser una selecció commemorativa especial sol·licitada per Wisden per a la seva 100a edició. Els altres cinc jugadors escollits van ser Sydney Barnes, Don Bradman, Jack Hobbs, Tom Richardson i Victor Trumper. Per commemorar els 150 anys de l'Almanack dels Cricketers, Wisden el va nomenar en un Test World XI de tots els temps.
A la sèrie de 1982 de Doctor Who titulada Black Orchid, Grace es va referir de passada com "The Master" (per a confusió del Doctor fins que Sir Robert va explicar que es referia a Grace).
Derek Birley, que va dedicar passatges sencers del seu llibre a la crítica de l'habilitat i l'obtenció de diners de Grace, va escriure que "la desolació (de la guerra) es va exemplificar el novembre (sic) de 1915 amb la mort de Grace, que semblava encarnar una depressió emblemàtica del final de una època". Rowland Bowen va escriure que "molts dels assoliments de Grace serien molt bons segons els nostres estàndards", però "segons els estàndards de la seva època eren fenomenals: no s'havia fet res igual abans". David Frith va resumir el llegat de Grace al cricket escrivint que "la seva influència va durar molt després de la seva última aparició al cricket de primera classe el 1908 i la seva mort el 1915". "Durant dècades", va escriure Frith, "Grace havia estat possiblement l'home més famós d'Anglaterra", fàcilment reconeixible per "la seva barba i el seu volum", i venerat per "la seva capacitat de batedor". Frith va afegir una opinió que, tot i que els rècords de Grace s'havien superat, "la seva preeminència" no ho havia fet, i així Grace "seguia sent el jugador de cricket més famós de tots, el que va elevar el joc en l'estima pública".
Està enterrat al cementiri de Beckenham a Elmers End Road, Beckenham, Bromley, Kent. Al costat del cementiri es va construir una casa pública amb el nom de la doctora Grace.